# Sainte-Brigitte
Sainte-Brigitte (bretonska: Berch'ed) är en kommun i departementet Morbihan i regionen Bretagne i nordvästra Frankrike. Kommunen ligger i kantonen Cléguérec som tillhör arrondissementet Pontivy. År 2022 hade Sainte-Brigitte 178 invånare.

## Befolkningsutveckling
Antalet invånare i kommunen Sainte-Brigitte
| Referens: INSEE |